# Château de l'Oiselinière
Le château de l’Oiselinière est un domaine viticole situé sur la commune de Gorges.

## Historique
La propriété de l’Oiselinière était avant la Révolution française une seigneurie. Elle est signalée dans « les Actes » du chartrier déjà depuis 1335 et elle s’étendait sur les communes de Gorges et de Clisson, et relevait féodalement des seigneurs de Clisson et du Pallet.
Durant 643 ans, cette seigneurie ne change que quatre fois de propriétaires : c’est Maurice le Meignen qui en est le premier propriétaire connu, puis en 1460, l’un de ses descendants par alliance, Claude Grézeau. Sa famille vend la seigneurie à Jean Goulet de la Fosse de Nantes en 1613. Vient ensuite par acquisition Louis de La Bourdonnaye en 1658. Puis en 1767, vente de la seigneurie aux ancêtres de la famille Aulanier. En 2006, Georges Verdier et sa famille se portent acquéreurs et deviennent propriétaires du château de l'Oiselinière.
À l’Oiselinière, la vigne est cultivée depuis des temps immémoriaux. On y conserve d’ailleurs des baux sur parchemin de 1337, 1471, 1505, 1546. Mais surtout on y trouve un parchemin daté de 1635 qui, le premier, mentionne le nom de Muscadet. C’est le premier bail connu à ce jour et rédigé comme suit :
Jean Goulet de la Fosse de Nantes baille à plusieurs particuliers de la paroisse de Gorges une pièce de 78 boisselées appelée « Les Grands Gâts » dépendant de la terre de l’Oiselinière pour la planter en vignes blanches de Muscadet.

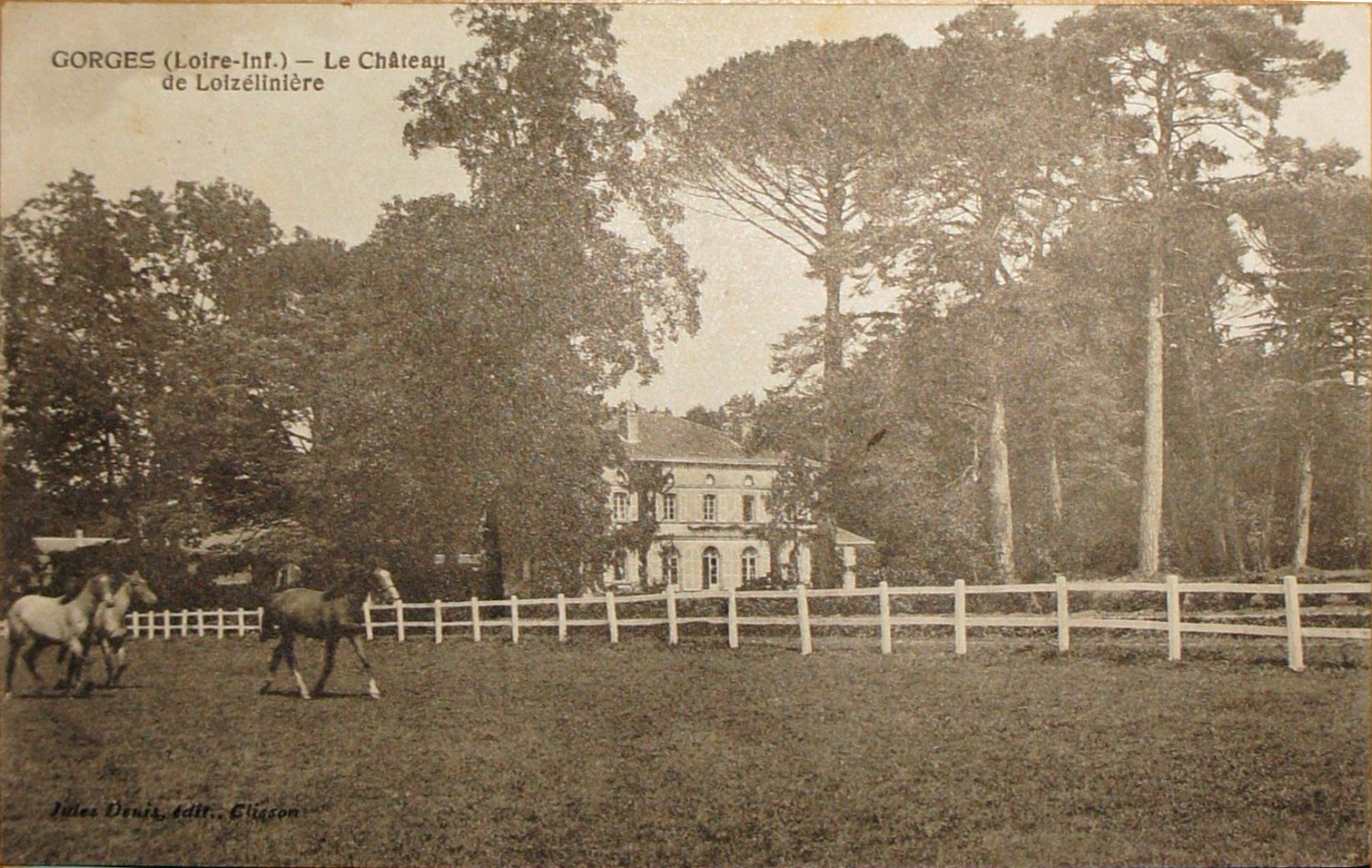
Le château de la Loizelinière.

Pendant la Seconde Guerre mondiale, la propriété fut un haut lieu de la résistance, la famille Aulanier en payant un fort tribu.
Le général Louis-Alexandre Audibert (1874-1955), résistant et député de la Loire-Inférieure, se retira au château après sa carrière politique et y passa ainsi les neuf dernières années de sa vie.
En 2016, le château a servi de cadre principal au tournage de l'épisode Retour à Nantes de la série Le Sang de la vigne.

## Architecture
L'habitation est une villa à l'italienne construite de 1822 et 1835 sur une cour entourée de communs construits en 1800 par Jean-Baptiste Bertrand-Geslin, futur maire de Nantes. La villa, les communs et l'orangerie sont inscrits aux monuments historiques par arrêté du 14 novembre 1997.
Le parc a été aménagé de 1807 et 1809.
La galerie des Illustres est composée de bustes d'hommes illustres, probablement sculptés par Debay.

## Galerie de photos

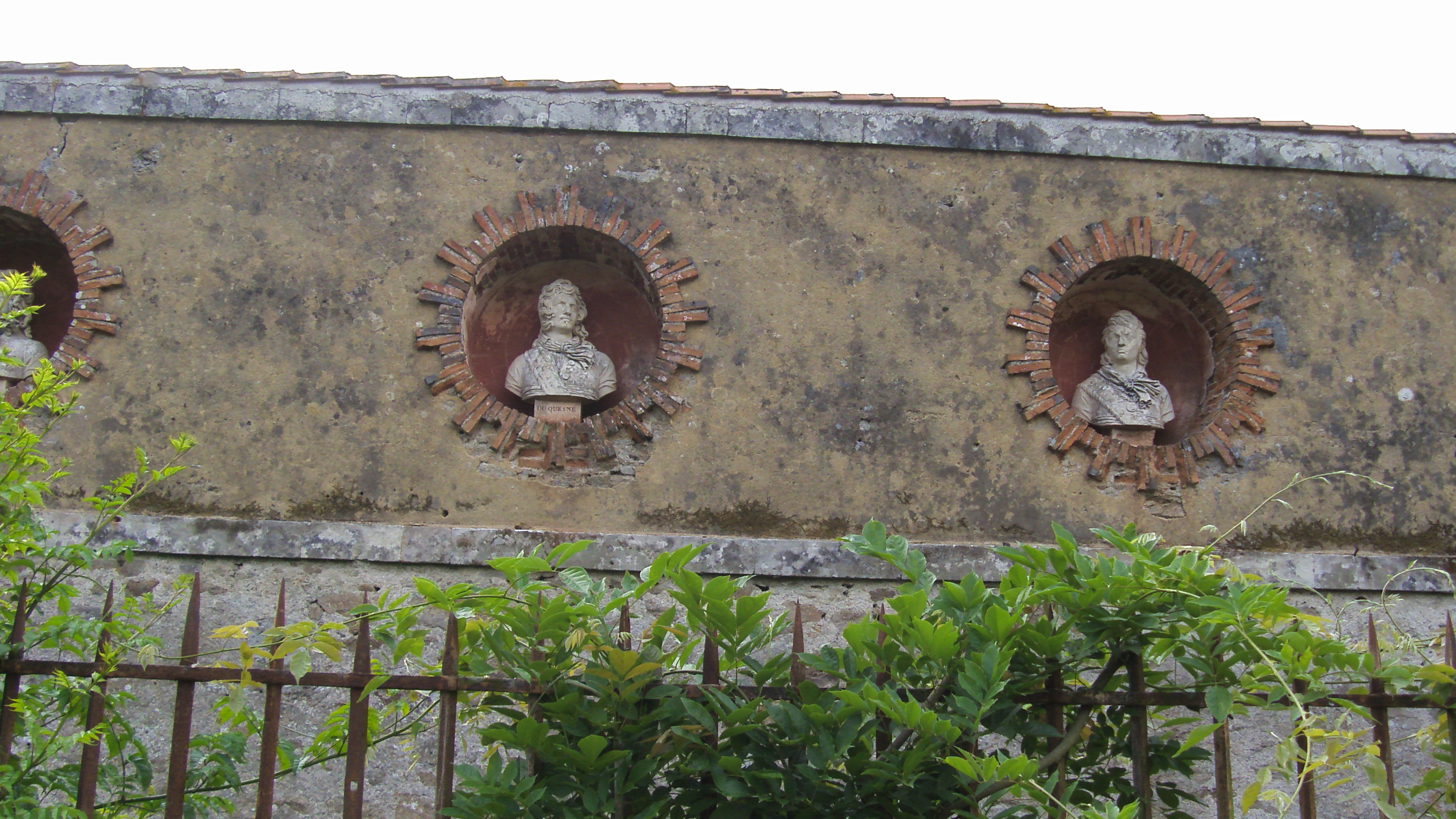
Illustres
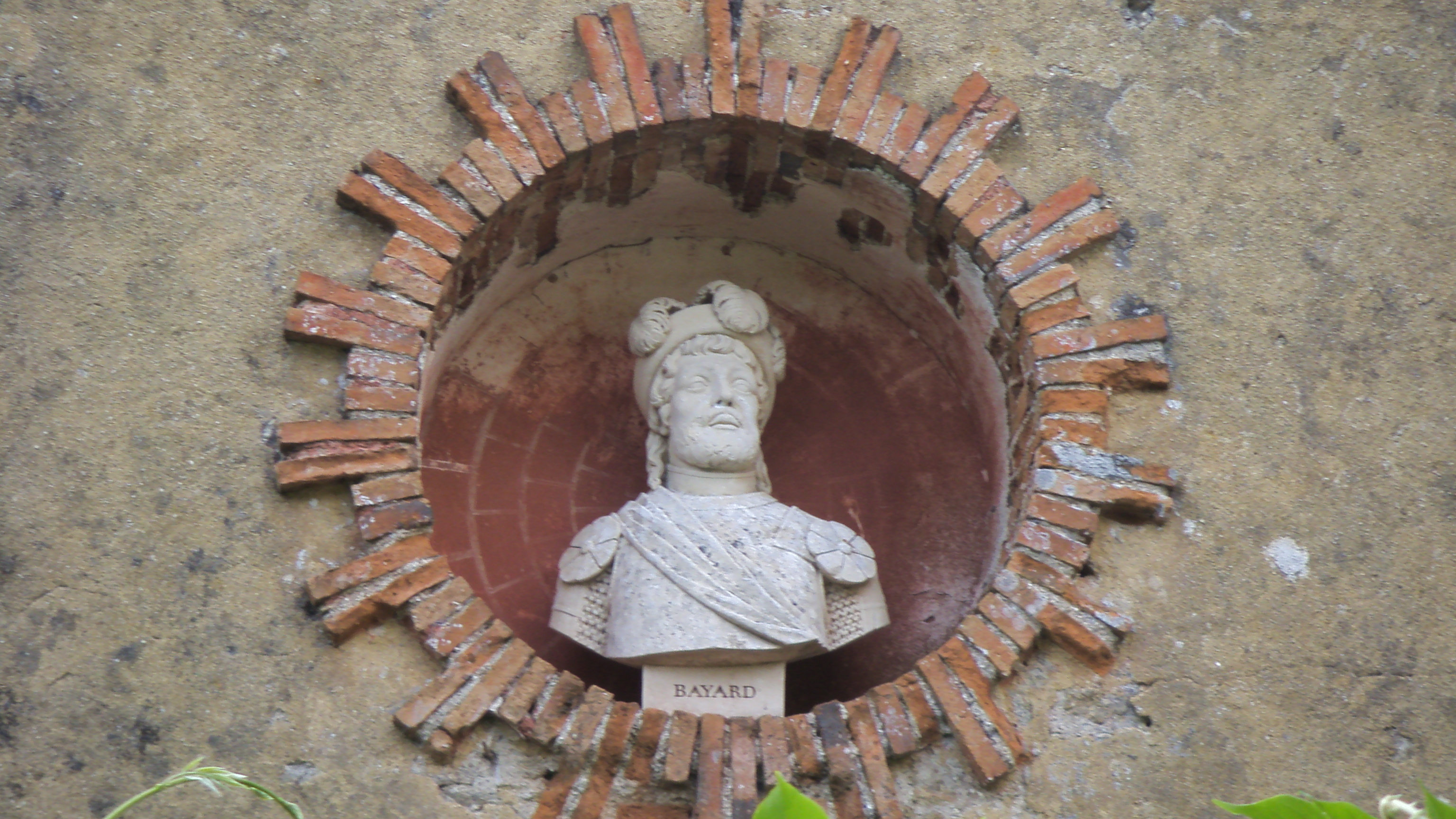
Bayard
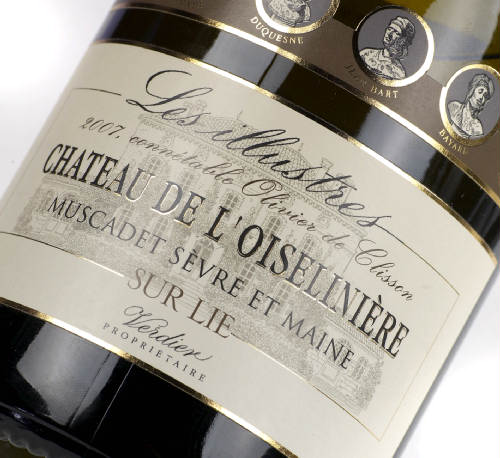
Muscadet Oiseliniere cuvée les Illustres